# 축구 코칭스태프
축구에서 코칭스태프(Coaching staff)는 대개 다음과 같이 구성된다.

## 감독
감독은 필드 위에서 팀 전체를 총괄한다. 영국에서는 필드 위에서 팀뿐만 아니라 선수 영입 전반적으로 팀을 총괄하기 때문에 통상적으로 Manager로 표기되면
그 밖에 나라에서는 Head coach로 표기한다.

## 코치
감독을 보좌하여 팀의 원활한 운영에 도움을 주는 역할이다. 수석코치는 Assistant manger로 표기되며 그 외 공격 전담, 수비 전담, 골키퍼 전담 코치 그리고 체력 담당의 피트니스 코치 등으로 분업화되어 있다.

## 스카우트
선수영입을 지원하는 스카우트가 있다.